# Legends of the Fall
Legends of the Fall is een episch drama uit 1994 onder regie van Edward Zwick. Hij baseerde het verhaal op de gelijknamige novelle uit 1979 van Jim Harrison.
De film won een Academy Award voor beste cinematografie en werd tevens genomineerd voor die voor beste geluid en beste artdirection. Daarnaast werd Legends of the Fall genomineerd voor Golden Globes voor beste dramafilm, beste regie, beste filmmuziek (van James Horner) en beste hoofdrolspeler (Brad Pitt).

## Verhaal
Oud-cavalerieofficier kolonel Ludlow heeft het leger verlaten, omdat hij genoeg heeft van de agressie tegen de indianen. De principiële kolonel moet in een afgelegen huis in Montana zijn drie kinderen alleen opvoeden, nadat zijn vrouw hem verlaat en zich in de stad vestigt. Het gezin kan de touwtjes maar amper aan elkaar knopen en voegt zich naar het ruige buitenleven.
De drie zoons verschillen onderling sterk van elkaar. De jongste, Samuel, is zachtmoedig, belezen en maatschappelijk betrokken. Van zijn vader heeft hij een sterk rechtvaardigheidsgevoel meegekregen. De oudste zoon, Alfred, doet zijn uiterste best om het zijn vader naar de zin te maken en faalt daar juist keer op keer in. Hij heeft een neus voor zaken én voor politiek. Met de middelste zoon, Tristan, deelt Ludlow zijn sympathie voor indianen. Tristan werd als kind belaagd door een beer en overleefde de aanval ternauwernood. Het lijkt alsof dit incident hem iets dierlijks heeft gegeven, waardoor hij zich één voelt met de natuur. Onbedoeld slaan de mensen die zich aan Tristan hechten op hem kapot. 
Als Samuel terug naar huis komt na zijn universiteitsstudies, brengt hij Susannah, zijn verfijnde verloofde mee. De ontwikkelde jonge vrouw geeft het huishouden een zekere dynamiek en de vier mannen raken, ieder op zijn eigen manier, aan haar verknocht. De stadse Susannah leert buitenvaardigheden als schieten en paardrijden van de mannen, en begrijpt al snel dat ze zich moet zien te weren tegen meer dan de woeste natuur alleen. 
Om niet passief langs de zijlijn te blijven staan én om zich los te maken van de knellende rol die hij als jongste in het gezin aanneemt, meldt Samuel zich aan om mee te vechten in WO I. Geschrokken van zijn slagvaardigheid, gaan Alfred en Tristan met hem mee. Kolonel Ludlow hekelt hun hoogmoed. Tristan belooft zijn vader op de benjamin (Samuel) te zullen passen. De ontberingen aan het front zijn afschuwelijk. Alfred raakt gewond aan zijn been en wordt eervol naar huis gestuurd. Terwijl Tristan hem nog in het kampement bezoekt en aan zijn ziekenhuisbed komt melden dat Samuel nog even iets moet vertalen, worden de broers gealarmeerd: Samuel heeft zich aangemeld bij de verkenners. Tristan zet alles op alles om zijn belofte na te komen, maar zijn jongere broer is kansloos. Blind geworden door gas en beklemd in het prikkeldraad vindt hij zijn dood in vijandelijk vuur, juist als Tristan vlak bij hem is. Als een verscheurd man keert Tristan terug naar het kampement, met het hart van Samuel bij zich en de scalps van vijandige soldaten. Na het dramatische verlies van zijn jongere broer, een uitzonderlijk zuiver mens, zal Tristan nooit meer hetzelfde zijn. Het niet hebben kunnen redden van diens leven is iets dat tussen Alfred en hem komt te staan, net als de gevoelens die ze, op geheel eigen wijze, koesteren voor Susannah. 
Tristan en Alfred ontwikkelen zich in volstrekt tegengestelde richtingen, door voortdurend hun hart en hoofd te gebruiken conform het geldende tijdsbeeld. Ze vinden beide voorspoed, maar daarnaast veel verdriet op hun pad. Later wordt ook Isabel Two, de vrouw van Tristan, gedood door een agent.

## Rolverdeling
| Acteur            | Personage                 |
| ----------------- | ------------------------- |
| Brad Pitt         | Tristan Ludlow            |
| Anthony Hopkins   | Col. William Ludlow       |
| Aidan Quinn       | Alfred Ludlow             |
| Julia Ormond      | Susannah Fincannon Ludlow |
| Henry Thomas      | Samuel Ludlow             |
| Karina Lombard    | Isabel Two Decker Ludlow  |
| Gordon Tootoosis  | One Stab                  |
| Christina Pickles | Isabel Ludlow             |
| Paul Desmond      | Decker                    |
| Tantoo Cardinal   | Pet                       |
| Robert Wisden     | John T. O'Banion          |
| John Novak        | James O'Banion            |
| Kenneth Welsh     | Sheriff Tynert            |
| Bart the Bear     | The Bear                  |